# 志津川中央團地站
志津川中央團地站（日语：／ Shizugawa-Chūōdanchi eki */?）是位於宮城縣本吉郡南三陸町，屬於東日本旅客鐵道（JR東日本）的氣仙沼線BRT巴士站。
氣仙沼線柳津站至氣仙沼站之間的鐵路服務於2020年4月1日廢止。而此站是在BRT化以後才設置，因此不屬於鐵路車站，也不會計算在JR東日本的車站數目內。

## 歷史
- 2018年（平成30年）7月1日：巴士站啟用[1][2]。

## 車站構造
此站位於一般道路內，上行與下行方向皆設有上落客處與候車室。

## 使用狀況
根據「JR東日本」，2019年度（令和元年度）1日平均乘車人次為13人。
| 乘車人次變化       | 乘車人次變化     | 乘車人次變化   |
| 年度               | 1日平均 乘車人次 | 參考資料       |
| ------------------ | ---------------- | -------------- |
| 2018年（平成30年） | 11               | [ 利用客数 2 ] |
| 2019年（令和元年） | 13               | [ 利用客数 1 ] |

## 巴士站周邊
- 蘋果鎮南三陸
- 南三陸町立志津川小學（日语：南三陸町立志津川小学校）

## 相鄰巴士站
東日本旅客鐵道（JR東日本）
■氣仙沼線BRT
南三陸町役場·醫院前－志津川中央團地－清水濱

## 注腳

### 使用狀況
1. 1 2  . 東日本旅客鉄道.   [2020-07-19]. （原始内容存档于2021-01-10） （日语）.
2. ↑  . 東日本旅客鉄道.   [2019-07-24]. （原始内容存档于2020-05-15） （日语）.

## 外部連結
- 車站資訊（志津川中央團地）：東日本旅客鐵道（日語）